# Heinrich von Roeder (General, 1742)
Heinrich Dietrich Christoph von Roeder (* 27. November 1742 in Breuberg; † 3. April 1821 in Grottkau) war ein preußischer Generalmajor und Kommandeur des Kürassierregiments „von Heising“.

## Leben

### Herkunft
Heinrich war ein Sohn von Christoph Ernst von Roeder (1694–1754) aus dem Hause Metgethen und dessen Ehefrau Anna Charlotte, geborene von Winterfeldt († 1762). Sein Vater war preußischer Oberst und Chef des Garnisonregiments „von Roeder“ sowie Amtshauptmann von Barten. Sein Bruder Friedrich Adrian Dietrich von Roeder wurde Generalleutnant.

### Militärkarriere
Roeder trat 1758 als Junker in das Freidragonerregiment „von Kleist“ der Preußischen Armee ein und nahm während des Siebenjährigen Krieges an der  Schlacht bei Freiberg als Ordonnanzoffizier des Generals Seydlitz teil. Am 1. Januar 1761 wurde er zum Leutnant im Kürassierregiments „von Seydlitz“ befördert, dem er bis zu seinem Abschied aus dem Militärdienst angehörte. Er stieg am 3. September 1778 zum Stabsrittmeister auf und nahm als solcher am Bayrischen Erbfolgekrieg teil. Am 25. Juli 1784 wurde er Rittmeister und Kompaniechef, am 1. September 1789 Major. Am 13. Januar 1791 erhielt er den Auftrag, den türkischen Gesandten in Schlesien zu empfangen und nach Berlin zu geleiten. Als Dank und Anerkennung erhielt Roeder am 17. März 1791 vom König ein Geschenk von 1000 Talern, bevor er zu seinem Regiment zurückkehrte. 1794/95 nahm er am Feldzug in Polen teil. Am 22. Oktober 1797 wurde er Eskadronchef, am 20. Mai 1798 Oberstleutnant und am 16. Juni 1799 Oberst. Am 18. Oktober 1805 wurde er Regimentskommandeur. Danach wurde er am 20. Mai 1806 mit Patent vom 5. Juni 1806 zum Generalmajor befördert. Im Vierten Koalitionskrieg kämpfte er in der Schlacht bei Auerstedt. Er zog sich mit dem Korps bis Pasewalk zurück, musste aber dort kapitulieren. Am 19. Oktober 1807 wurde er auf Halbsold gesetzt. Am 1. September 1813 erhielt er seinen Abschied mit einer Pension von 800 Talern. Er starb am 3. April 1831 in Grottkau. 

### Familie
Er heiratete am 18. Juni 1775 in Ohlau Johanna Charlotte Sophie Geisler (1753–1783). Nach ihrem frühen Tod ehelichte er am 16. Januar 1785 in Manze (Kreis Nimptsch) Sophie Henriette Christiane Trützschler von Falkenstein (1762–1838). Aus den Ehen gingen folgende Kinder hervor:
- Heinrich Friedrich Karl (1777–1807), gefallen bei der Belagerung Kolbergs als Stabskapitän und als letzter Preuße im Vierten Koalitionskrieg
- Wilhelm Karl Ferdinand (1779–1781)
- Wilhelm Karl Ferdinand (1781–1813), gefallen als Major in der Schlacht bei Kulm[1] ⚭ Philippine Lucie Karoline von Kahle (1780–1837), Eltern von Maximilian Heinrich von Roeder, General der Infanterie
- Maximilian Eugen (1782–1844), preußischer General ⚭ Charlotte Gräfin von Pinto, geschiedene Gräfin von Wartensleben, Tochter von Franz Ignatz von Pinto
- Hans Karl August (1786–1801), Kornett im Kürassierregiment „von Heising“
- Karl Heinrich Ferdinand (1787–1856), preußischer Generalleutnant ⚭ Henriette Gräfin von Bernstorff (1803–1850)
- Karoline Henriette Juliane Eleonore (1790–1857) ⚭ August von Wolff († 1851), preußischer Generalmajor
- Ferdinand Friedrich Konrad Ludwig (1792–1813), verstorben an den Folgen einer Verwundung aus der Schlacht um Dresden
- Friedrich Hermann (1797–1857), preußischer Generalmajor ⚭ Marie Agnes Rosalie zu Lynar (1803–1890)
- Friedrich Moritz Waldemar (1798–1845), Major im Garde-Jäger-Bataillon
- Edwin Julius Ludwig (1802–1804)
- Gustav Karl Oswald (1805–1878), preußischer Konsistorialpräsident
- Julius Heinrich August Edwin (1808–1889), preußischer General ⚭ Constance von Medem (1808–1883)